# Ernesto Torregrossa
Ernesto Torregrossa (ur. 28 czerwca 1992 w Caltanissetcie) – włoski piłkarz występujący na pozycji napastnika. Wychowanek Udinese, w trakcie swojej kariery grał także w takich zespołach jak Hellas Verona, Siracusa, Monza, Como, Lumezzane, Hellas Verona, Crotone oraz Trapani.